# Antonplatz
Der Antonplatz ist ein in der zweiten Hälfte des 19. Jahrhunderts angelegter Stadtplatz im Berliner Ortsteil Weißensee des Bezirks Pankow. Er liegt unmittelbar an der Berliner Allee und umfasst rund 1500 m².

## Lage
Der Platz liegt im Weißenseer Gründerviertel. Von ihm gehen in nordwestlicher Richtung die Langhansstraße und in nördlicher Richtung die Max-Steinke-Straße ab.

## Geschichte
Als Gustav Adolf Schön – einer der Gründer des städtischen Weißensee (anfangs Neu-Weißensee) – Kapital für seine Bodenspekulationen benötigte, wurde er von seinem Bruder Anton Matthias Schön nach Kräften unterstützt. Ihm zu Ehren bekam der Platz um 1874 den Namen Antonplatz. Auf dem Situationsplan von 1882 befindet sich an der Nordostseite des Antonplatzes das Chausseehaus (das Steuerhaus liegt 450 Meter berlinwärts vor der Weichbildgrenze Berlins). Die Trassen des Hobrechtplans laufen über den Platz: Straße 31 nach Westen und Straße 40 nach Südosten. Der Platz liegt an der Chaussee, und als angelegte Straßen sind Traugottstraße (seit 1878: Langhansstraße) nach Westen und Gäblerstraße (seit 1918: Max-Steinke-Straße) nach Norden aufgenommen, im gegenüberliegenden Teil des Französischen Viertels sind Straßenzüge erst projektiert. Die Straßenbahnlinie der Neuen Berliner Pferdebahn zum Alexanderplatz wurde 1876 eröffnet. Nach und nach errichteten verschiedene Privatleute und Baugesellschaften drei- bis viergeschossige Bürgerhäuser in den anliegenden Straßen, die Westseite des Platzes wie die Fläche zwischen Langhansstraße und Berliner Allee blieben noch frei.

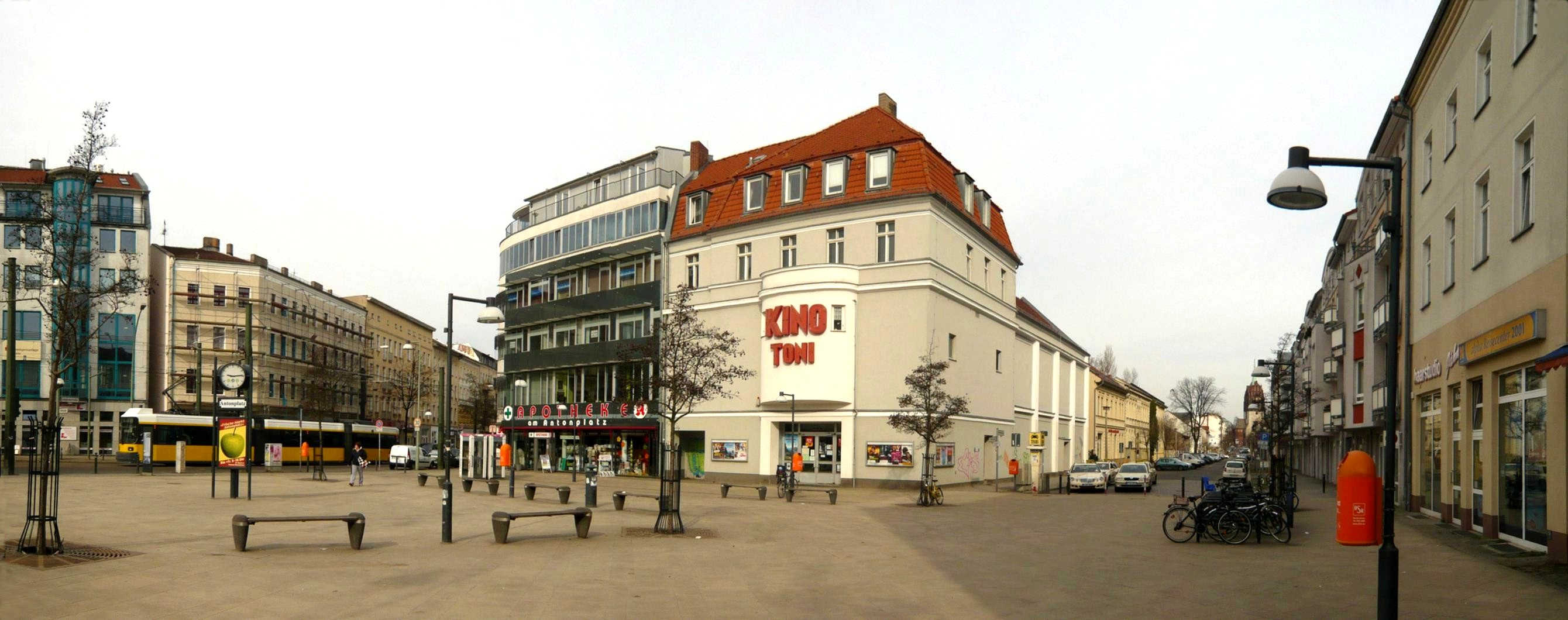
Antonplatz mit Blick in die Max-Steinke-Straße (rechts) und die Langhansstraße mit dem Kino Toni (Mitte), 2010

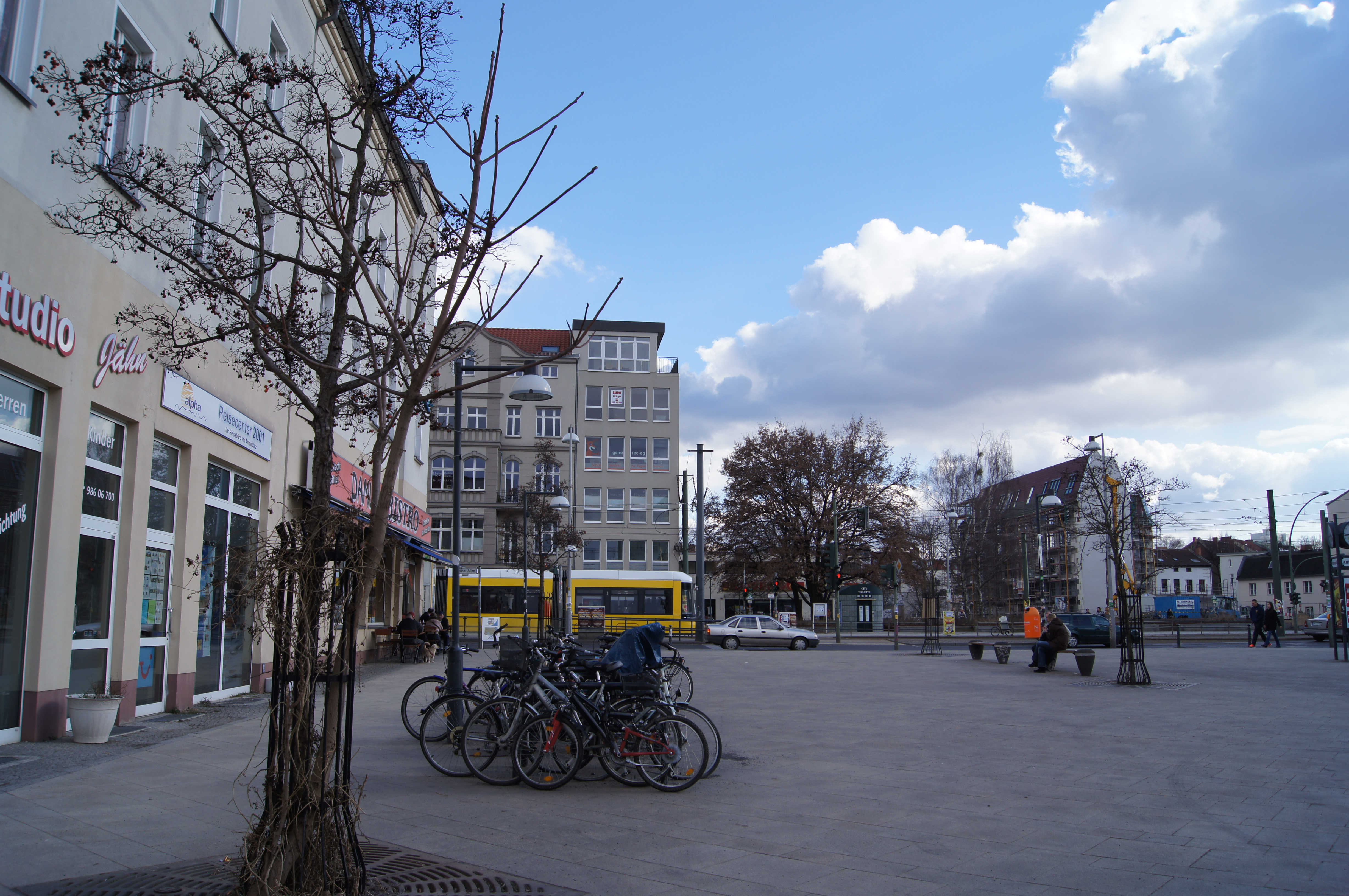
Antonplatz auf der Seite Max-Steinke-Straße, 2013

Aus Anlass des 100. Geburtstags Kaiser Wilhelms I. wurde am 22. März 1897 auf dem Antonplatz der Grundstein für ein Standbild des Kaisers gelegt. Das von Felix Görling geschaffene Denkmal stand in einer umzäunten Grünanlage.

Antonplatz mit Denkmal von Kaiser Wilhelm I

Auf der Stirnseite des Denkmals stand mit goldenen großen Buchstaben:

KAISER WILHELM

DEM GROSSEN

DIE DANKBAREN BVERGER

DES AMTSBEZIRKS

WEISSENSEE

22. MAERZ 1897
Als der Platz 1925 aus verkehrstechnischen Gründen umgestaltet werden musste, wurde es in den Park am Weißen See versetzt.
Der Platz trug zwischen den Jahren 1898 und 1903 den Namen Kaiser-Wilhelm-Platz. Auf der Karte von 1907 ist Kaiser-Wilhelm-Platz aufgenommen, wobei Anton-Pl. in Klammern und kleineren Lettern zugefügt ist. Im Adressbuch von 1899 ist zwischen König-Chaussee 33a und 34 an die Gäblerstraße grenzend der Kaiser-Wilhelm-Platz genannt, im Vorjahr 1898 ist noch Antonplatz eingetragen. Ein eigenes Stichwort ist in beiden Fällen nicht angegeben. Im Adressbuch von 1903 lautet der Platzname an der König-Chaussee (Nordseite), der Langhansstraße und Gäblerstraße Kaiser-Wilhelm-Platz. Im Jahr 1904 hat der Anton-Platz unter dieser Bezeichnung sein eigenes Stichwort, als Lage ist König-Chaussee genannt. Am 15. Januar 1907 erfolgte der Beschluss zur elektrischen Beleuchtung der König-Chaussee zwischen Lehderstraße und Antonplatz sowie auf dem Antonplatz selbst. Neu-Weißensee stand bis zur Zusammenführung beider Orte im Jahr 1905 mit der Landgemeinde Weißensee in Konkurrenz und strebte das Stadtrecht an. Ein Plan von 1911 zeigt den Antonplatz als Straßenbahnknoten von Langhans-/Greifswalder Straße/Berliner Allee und der einmündenden Gäblerstraße.

## Kino

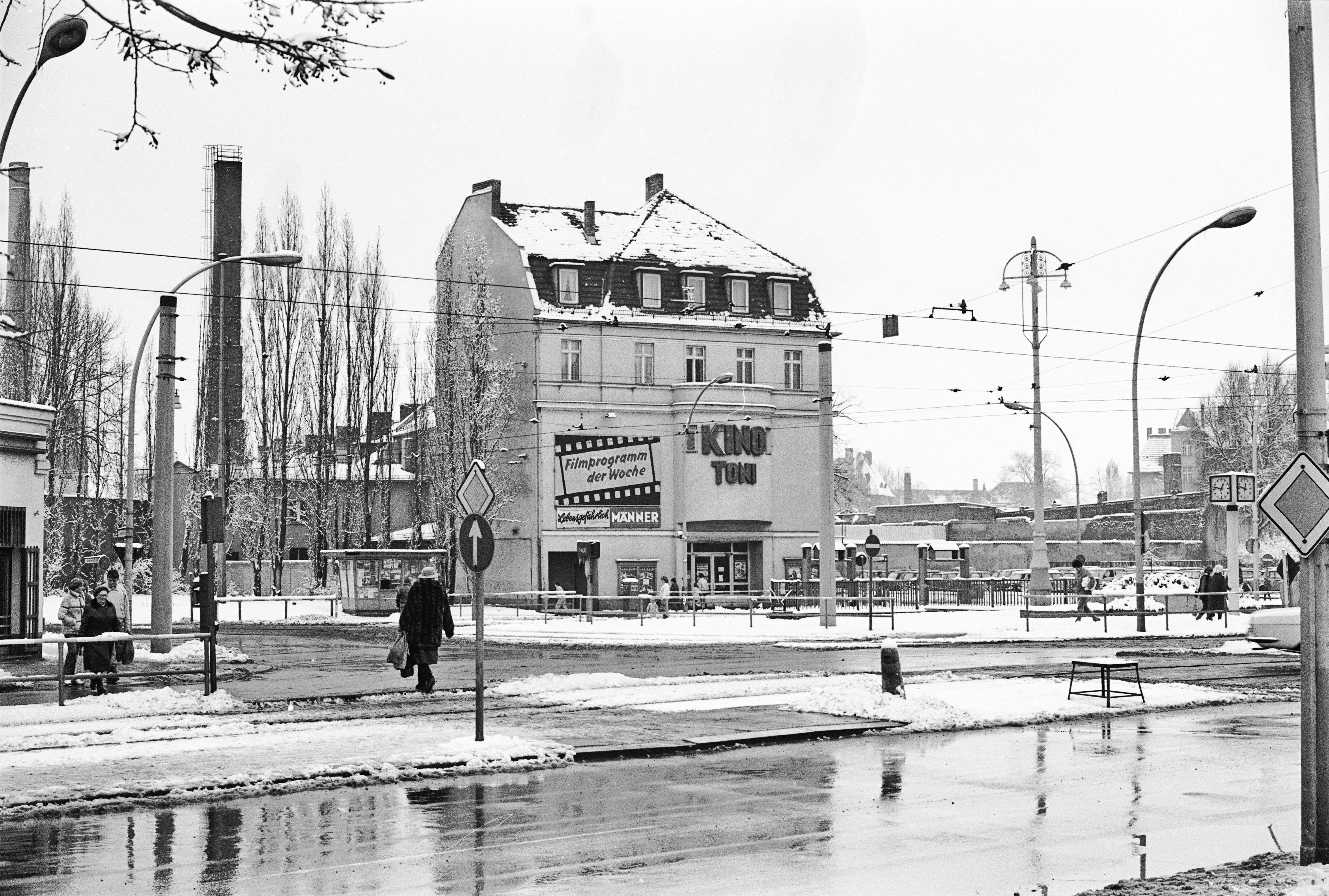
Blick über den Platz zum Kino, 1987

Dominant am Platz ist das heutige Kino Toni & Tonino. Der Haupteingang des Lichtspieltheaters liegt zum Antonplatz, der Zuschauersaal und die Ausgänge befinden sich an der Max-Steinke-Straße. In zwei Etagen darüber befinden sich Wohnungen.
Am Antonplatz befanden sich zu Beginn des 20. Jahrhunderts mehrere Lichtspieltheater. Das Kino mit dem Namen Toni am Nordrand des Platzes (Max-Steinke-Straße 43, Postanschrift Antonplatz 1) blieb namentlich erhalten. Im September 1920 wurde das Stummfilmkino mit 700 Plätzen als Decla-Lichtspiele eröffnet. Mit der Einführung der Tonfilmtechnik hieß es bis Kriegsende UFA-Theater. Die sowjetische Militäradministration enteignete die UFA und übergab das Kino 1947 dem Privatinvestor Herbert Bendel, der es bis 1979 als letzter privater Kinopächter Ost-Berlins betrieb. Nach Beseitigung der Kriegsschäden nahm das Lichtspieltheater 1948 den Spielbetrieb neu auf. Die Staatliche Bauaufsicht schloss das Kino 1979 wegen gravierender Mängel. Daraufhin übernahm die Bezirksfilmdirektion Berlin das Objekt und baute es zum Premierenkino um. Das Foyer wurde erweitert, die Anzahl der Sitzplätze auf 277 verringert und eine Bühne für Theateraufführungen hinzugefügt.
Nach dem Ende der DDR stand das zeitweilig denkmalgeschützte Gebäude leer, und die Treuhandanstalt bot es zum Verkauf an. Der in München lebende Regisseur Michael Verhoeven erwarb es 1992, ließ es sanieren und anstelle der Theaterbühne entstand ein kleinerer Zuschauerraum, das Tonino mit 102 Sitzplätzen. Der Spielbetrieb konnte nun wieder aufgenommen werden. Doch trotz stetiger privater Zuschüsse des Besitzers entstanden Verluste, außerdem waren die Zuschauerzahlen rückläufig: 1997 waren es noch 120.000 pro Jahr, 2005 wurden nur noch rund 35.000 Eintrittskarten verkauft. Schließlich beschädigte ein Brand im Jahr 2007 das Toni, und es musste komplett saniert werden. Eine deutliche Besserung trat erst ein, als das Toni anlässlich der Internationalen Filmfestspiele im Februar 2010 in die Berlinale-Spielstätten aufgenommen wurde. Aus Altersgründen hat Michael Verhoeven das Kino und die Immobilie im Herbst 2017 an Thorsten Frehse und Matthias Mücke, Inhaber des 1997 gegründeten Berliner Filmverleihs Neue Visionen verkauft. Die neuen Eigentümer haben sich mit dem Kauf verpflichtet, das Toni und das Tonino weitere zehn Jahre als Kino zu betreiben. Zum Programm des Filmverleihs gehören europäische Filmkunst, sozialkritische Filme, engagierte Dokumentarfilme und junges deutschsprachiges Kino.

## Freifläche südlich des Antonplatzes

### Überblick

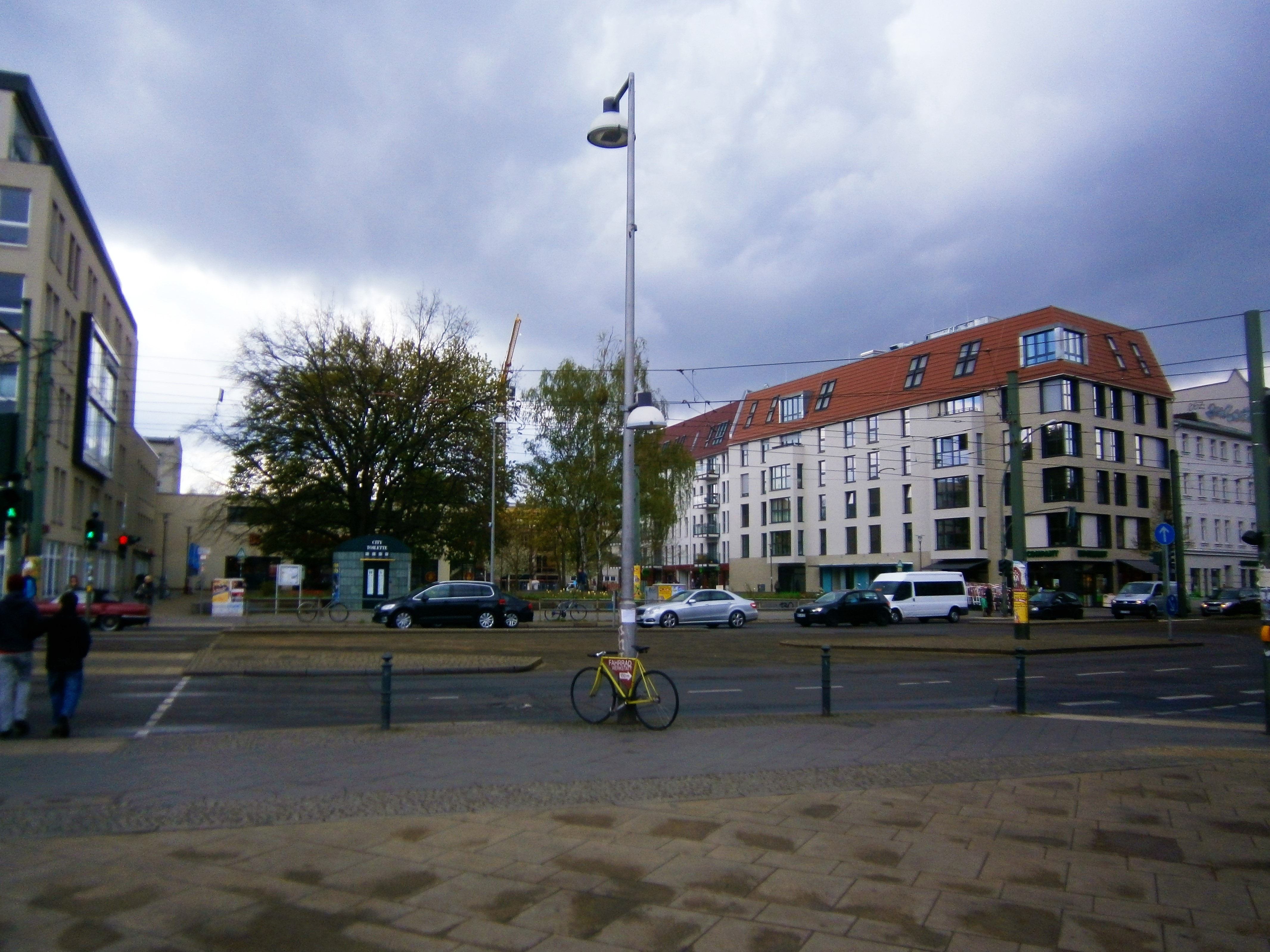
Berliner Allee 13 und 14, südöstlich vom Antonplatz

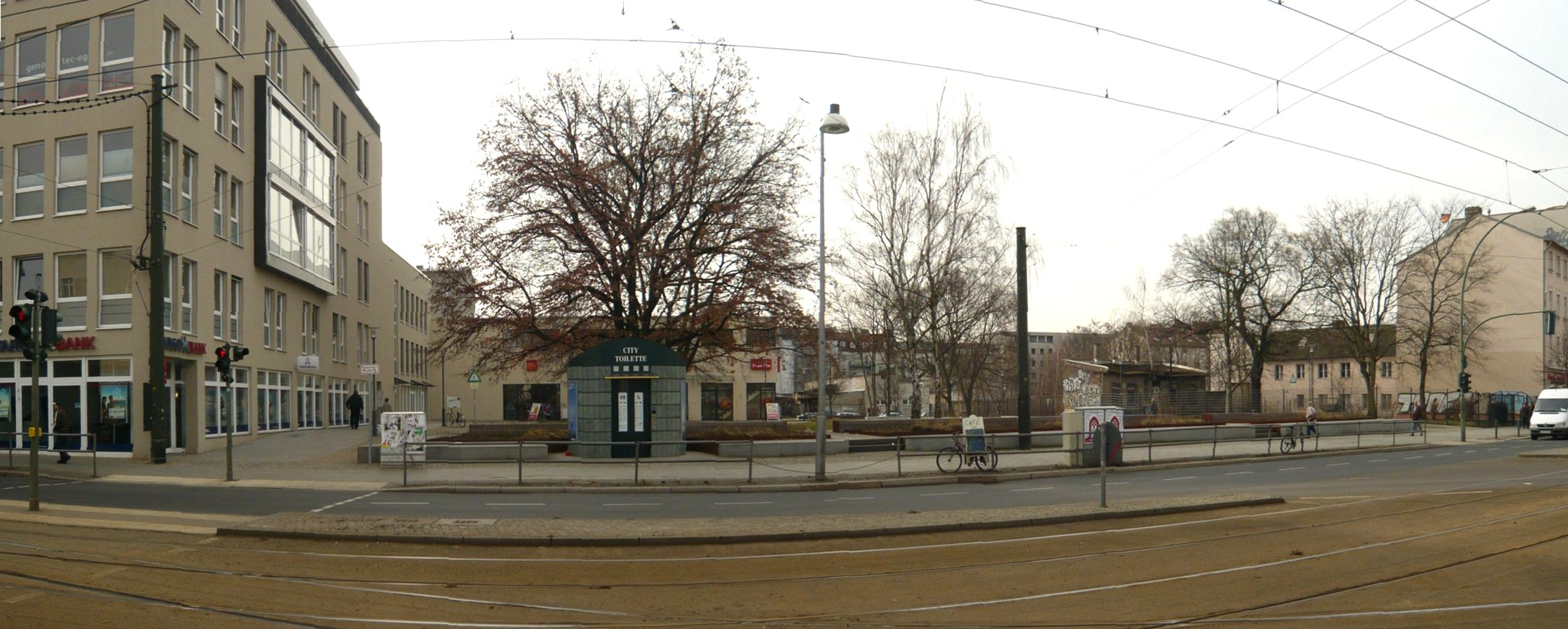
Südliche Freifläche am Antonplatz, gesehen von der Mittelinsel der Berliner Allee

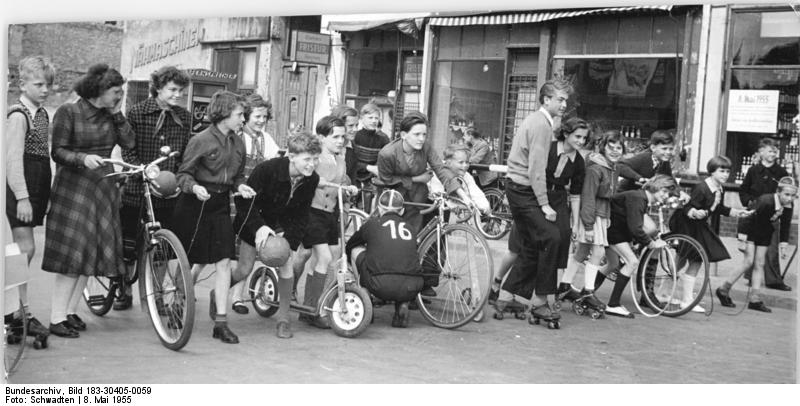
Am 8. Mai 1955, dem 10. Jahrestag der Befreiung, starteten Junge Pioniere am Antonplatz die Friedensstafette des damaligen Stadtbezirks Weißensee

Ursprünglich standen hier Mietshäuser der Berliner Allee. Durch Gebäudeschäden aus dem Zweiten Weltkrieg und ihre Enttrümmerung war gegenüber dem Antonplatz eine Freifläche entstanden. Die beräumte Ruinenfläche war ab den frühen 1950er Jahren eine unterschiedlich gestaltete Grünanlage, die teilweise eine Brachfläche war und teilweise als Parkfläche für die Kunden von Geschäften an der damaligen Klement-Gottwald-Allee genutzt wurde.
Auf der Freifläche wurde 1963 eine Bronzestatue Der Gärtner des Künstlers Karl-Heinz Schamal aufgestellt, die es seit der Platzumgestaltung nicht mehr gibt. In unmittelbarer Nachbarschaft befand sich seit 1979 eine von Margret Lüdtke entworfene Brunnenanlage. Sie maß sechs Meter im Durchmesser, aus einer mittigen 2,50 Meter hohen spiralförmigen Keramiksäule floss von oben das Wasser über die Anlage.
Durch Zusammenfassung finanzieller Mittel wurde Mitte der 2000er Jahre das „Sanierungsgebiet Komponistenviertel“ mit einer Erhaltungsverordnung eingerichtet. Es wurde für den Antonplatz die landschaftsplanerische Umgestaltung der unattraktiven Grünfläche im Rahmen der Sanierungsarbeiten durchgeführt. Die Grundlage für die Bauarbeiten am und um den Antonplatz wurde mit dem Bebauungsplan XVIII-45 geschaffen (westlicher Teilbereich der öffentlichen Grünfläche südlich des Antonplatzes).

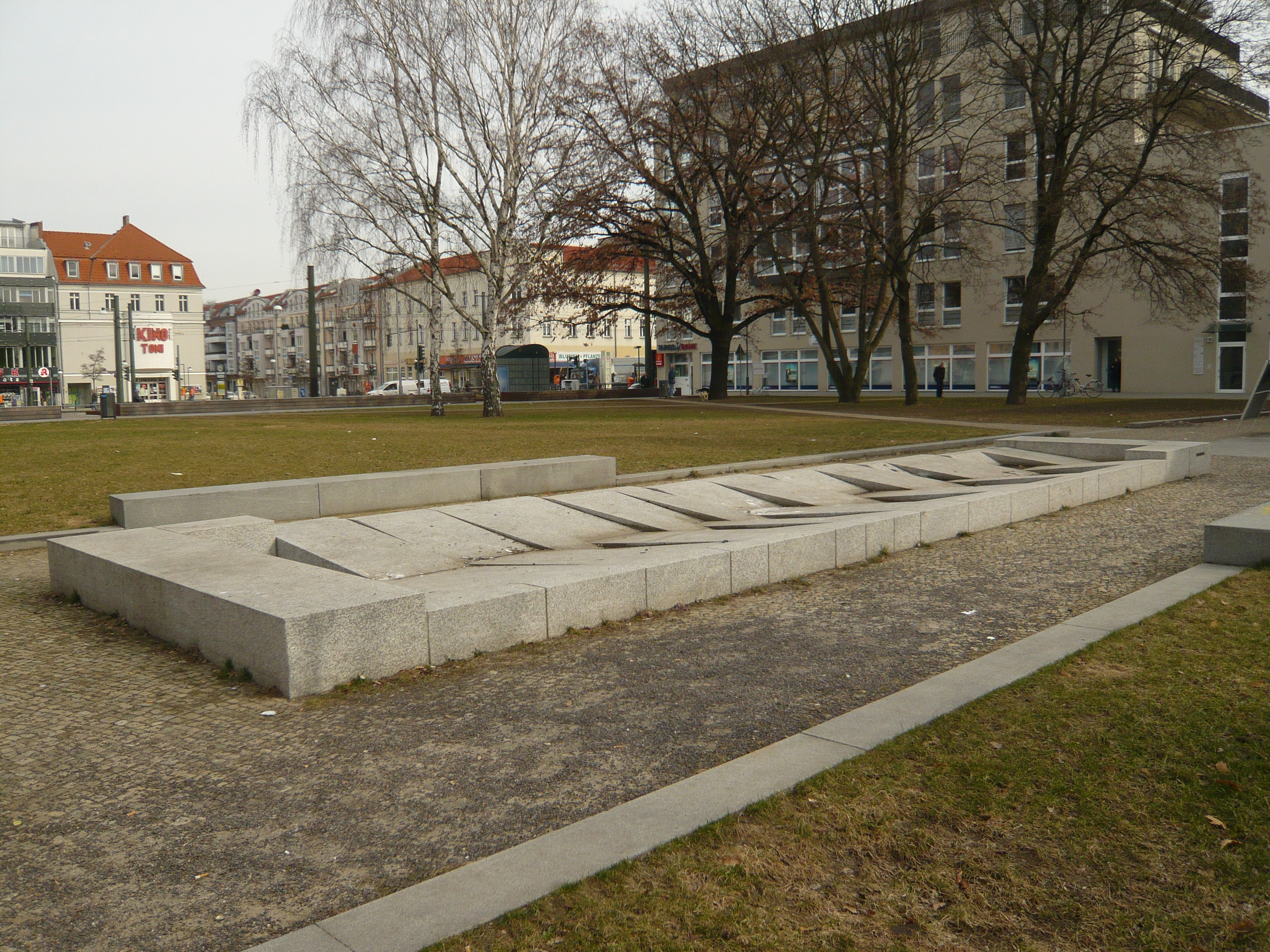
Neues Wasserspiel im Südbereich, im März 2010 noch ohne Wasser

Als die Freifläche zwischen 2007 und 2008 für einen Betrag von rund 800.000 Euro komplett umgestaltet wurde, ließen die Bezirksverantwortlichen die zu diesem Zeitpunkt weitestgehend marode alte Brunnenanlage abtragen. Stattdessen wurde eine nur 30 cm hohe Wasserkunst nach einem Entwurf des Bildhauers und Steinmetzen Matthias Heinz am 15. Oktober 2008 in Betrieb genommen. Es handelt sich um sieben nebeneinanderliegende und gegenläufig keilförmige Becken mit einer Gesamtlänge von 12,8 Metern bei einer Breite von 3,90 Metern aus grauem Herschenberger Granit aus Linz auf einer Stahlbetonsohle.
Unmittelbar vor der Umgestaltung der Grünfläche wurde zu Beginn der 2000er Jahre vor die Giebel der alten Bürgerhäuser und quer zur Berliner Allee eine Gebäudezeile gesetzt und ein kleines Geschäftszentrum am Rande eröffnet.

### Amtliche Benennungsabsichten der Grünfläche als Park oder Platz
Für die Grünfläche, die mit Berliner Allee 30 bezeichnet ist, gab es in den 2000er Jahren bereits mehrere Überlegungen und Vorschläge zur Benennung. Das ist insofern bemerkenswert, da auch kleine unbebaute Straßenecken Weißensees mittlerweile benannt wurden. Bislang (Stand: 2024) blieb die Fläche jedoch unbebaut und unbenannt. Bei der Sanierung des Komponistenviertels blieb der Standort unbeachtet.
- Die unbebaute gestaltete Freifläche sollte einen separaten Namen bekommen, entwickelte sich jedoch zum „Trauerspiel um einen Platznamen“.[27] Bereits 2007 regte eine Bürgerinitiative an, einen Platz in Weißensee nach dem Wirtschaftshistoriker und Wirtschaftswissenschaftler Jürgen Kuczynski zu benennen, der seit Ende der 1950er Jahre bis zu seinem Tod in der Parkstraße 94 gelebt hatte. Der Kulturausschuss der BVV schlug den „südlichen Antonplatz“ vor.[28] Die Bezirksverordnetenversammlung (BVV) lehnte ab, da sie in Kuczynski eine „nicht unumstrittene Persönlichkeit“ sah und der Freiraum eine zu „prominente Stelle in Weißensee“ wäre.[29] Offiziell war es der fehlende Text für eine Gedenktafel. Stattdessen erfolgte die Benennung der Grünanlage am Kreuzpfuhl an der Woelckpromenade als Jürgen-Kuczynski-Park.
- Am 27. Februar 2010 brachten drei Bezirksverordnete aus unterschiedlichen Fraktionen den Antrag ein, das Areal nach Tino Schwierzina zu benennen. „Als langjähriger Bürger von Weißensee ist die Ehrung von Tino Schwierzina eine Herzensangelegenheit vieler Weißenseer und Pankower Bürger. Angestoßen durch die Aktivitäten des Bezirksamts hat sich die öffentliche Aufmerksamkeit auf die erneuerte Grünfläche am südlichen Antonplatz als einem sehr prominenten öffentlichen Ort in Weißensee gerichtet. Diese Grünfläche liegt nicht nur direkt am Antonplatz, dem wichtigsten Platz von Weißensee, sondern bildet auch den zentralen Zuweg zu zwei wichtigen öffentlichen Institutionen, nämlich der Bibliothek und der Volkshochschule Weißensee und kann damit praktisch als das neue Forum Weißensee gelten.“[30] Als Einweihung war der 20. Jahrestag der Wahl Schwierzinas zum Oberbürgermeister Ost-Berlins empfohlen worden. Im Dezember 2013 wurde allerdings eine Straße in Heinersdorf nach Tino Schwierzina benannt.
- Mit der erfolgten Bebauung der Ränder der Grünfläche reichte am 21. Januar 2014 ein Bezirksverordneter der Piratenpartei folgenden Antrag ein: „Die BVV Pankow möge beschließen, den seit Jahren ‚namenlosen‘ Platz gegenüber dem Antonplatz zwischen der Berliner Allee und der Bizetstrasse [sic!] nach Werner Klemke zu benennen (Werner Klemke Platz).“ Klemke war ein prominenter Buchgestalter und Gebrauchsgrafiker sowie Hochschullehrer in der Kunsthochschule Berlin-Weißensee. Er lebte und arbeitete Zeit seines Lebens unweit des Antonplatzes in der Tassostraße 21. Am 15. Februar 2015 wurde berichtet, dass das Bezirksamt an einem zusammenfassenden Textentwurf einer kommentierten Würdigung arbeitet, die auf einem gemeinsamen Gespräch der Angehörigen von Klemke mit Vertretern des Bezirksamts und des Ausschusses für Kultur und Weiterbildung beauftragt wurde. Die Fläche erhielt jedoch diesen Namen dann trotzdem nicht, sondern ist weiterhin namenlos (Stand 2024). Den vorgeschlagenen Platznamen für Klemke vergab die BVV an eine Grünanlage an der Ecke Amalienstraße / Woelckpromenade, die rund 15.000 m² groß und im Eigentum des Bezirks ist.[31]

## Grundstücke
Zum Antonplatz ist lediglich das Grundstück 1 adressiert, diese steht für das Kino Toni mit der Postanschrift Antonplatz 1. Alle den Antonplatz ansonsten umgebenden Flächen und Gebäude sind den benachbarten Straßen zugeordnet. Zum Antonplatz 1 gehört deshalb der Eckbau Max-Steinke-Straße 43, das Gebäude des Kinos. Gegenüber liegen die Grundstücke Max-Steinke-Straße 1–3 und das Eckgebäude Berliner Allee an der Ostseite des Platzes (Nr. 39 und 39a). Die beiden nordwestlichen Eckhäuser sind Langhansstraße 1 und 135, wobei sich an das letztere Berliner Allee 27 anschließt. Bei dessen Bau zur Schließung der Baulücke war ein stehendes Hausteil der Langhansstraße in die Baugrube abgesackt. Die Grünfläche auf der Südseite des Antonplatzes liegt auf den Grundstücken Berliner Allee 28–34 und weiter auf Bizetstraße 21/23, wird allerdings insgesamt als Berliner Straße 30 geführt.

## Platznutzung

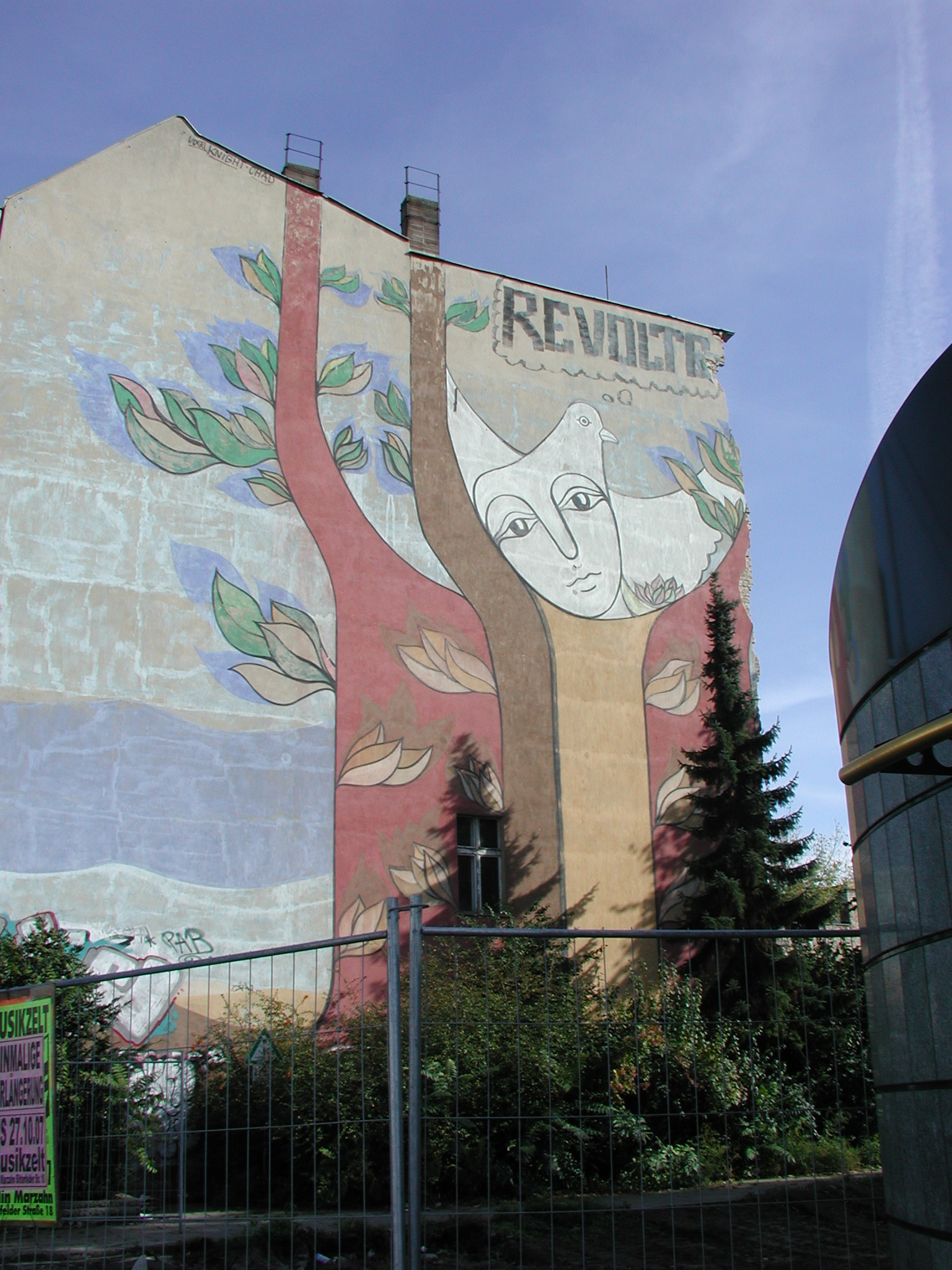
Bemalter Hausgiebel Berliner Allee südlich des Platzes. Nach Umbau mit einem quergestellten Haus zugebaut, 2007

Am 12. Dezember 1885 wurde der erste Wochenmarkt auf dem Antonplatz eröffnet, eine noch immer erhaltene Tradition.
Der Antonplatz wird durch die Straßenbahnlinien M4 aus der Greifswalder Straße sowie M13 und 12 aus der Langhansstraße erschlossen. Vom Platz zweigt in nordwestlicher Richtung die Langhansstraße ab, die nach Norden abzweigende Max-Steinke-Straße ist im Bereich des Platzes eine Sackgasse. Direkt an der Ecke Antonplatz/Berliner Allee etablierte sich 1969 eine Goldbroiler-Gaststätte, die nach der politischen Wende und der Privatisierung im Handel als Hähncheneck bis in die 2010er Jahre weiter existierte.
Seit 1992 gab es in der Bezirksverwaltung (noch Bezirk Weißensee) erste Vorstellungen zur Umgestaltung des Antonplatzes. Diese kamen wegen fehlender Finanzierung nicht über das Planungsstadium hinaus.
Der lebhafte Platz an der Berliner Allee wird wesentlich vom Kino beherrscht. Auf der davorliegenden befestigten Fläche findet an drei Wochentagen ein Frischemarkt mit Bioprodukten statt. Der Verein für Weißensee e. V., ein Verein für Jugendförderung, Kultur und Denkmalschutz in Weißensee und eine Interessengemeinschaft City Weißensee e. V. organisieren jährlich ein Bürgerfest, das an wechselnden Orten wie dem Park am Weißen See, aber auch am und um den Antonplatz stattfindet.
Die zentrale Lage des Antonplatzes am Weißenseer Geschäftszentrum an der Berliner Allee und als Verkehrsknoten gab Anlass, dass neben dem dichten Straßenbahnverkehr ein Taxi-Warteplatz besteht. Langfristig ist unter der Berliner Allee der Bau der U-Bahn-Linie U3 vom Alexanderplatz durch Weißensee nach Karow bzw. Hohenschönhausen vorgesehen, was für den Antonplatz die Untertunnelung und für den Bau der U-Bahn-Station einen umfassenden Umbau bedeuten würde. Die Linie ist zwar im Flächennutzungsplan Berlins enthalten, allerdings gegenwärtig nicht Teil der ÖPNV-Entwicklungsplanung und in den ÖPNV-Netz-Prioritäten bis 2030 nicht berücksichtigt.
Die Bezeichnung Antonplatz wird gern als Werbeadresse benutzt. Mit den Worten „Anton, Platz!“ zum Bild eines sitzenden Hundes wirbt ein Autohaus das 450 Meter vom Platz entfernt ist. Gleichfalls nutzt eine 370 Meter entfernte Fahrschule in der Langhansstraße den Platznamen. Das 2005 in der Bizetstraße eröffnete Gebäude für Einrichtungen des Amtes für Kultur und Bildung, wie Stadtteilbibliothek (Bizetstraße 41, Wolfdietrich-Schnurre-Bibliothek) und die Musikschule (Bizetstraße 27), heißt Bildungszentrum am Antonplatz.

## Lyrik zum Antonplatz
Peter Hacks erwähnte den Antonplatz in seinem Gedicht Irrtümer:
Eine rosarote Katze,

Eine himmelblaue Maus

Treffen sich am Antonplatze

Und erkennen sich durchaus.

Und die Maus will sich verstecken,

Und dann sagt sie: Keine Not,

Nie sah ich das Maul sich lecken

Eine Katze rosenrot.

Und die Katze nahet leise,

Bleckt den Zahn und steilt den Bart,

Bis sie ihrer Mittagsspeise

Sonderbares Fell gewahrt.

Und sie lässt die Maus am Leben

Wiederum aufgrund des Blaus,

Und sie spricht: Das kann´s nicht geben,

Eine himmelblaue Maus.

Und sie wandeln von dem Platze

Ohne Zwischenfall nach Haus,

Rechts, nach Weißensee, die Katze,

Links, nach Lichtenberg, die Maus.

## Anmerkung
1. ↑  Adressbücher sind mit dem Herausgabejahr angegeben, der Inhalt bezieht sich naturgemäß auf die Situation im jeweiligen Vorjahr.